# Parco della Rimembranza (Gorizia)

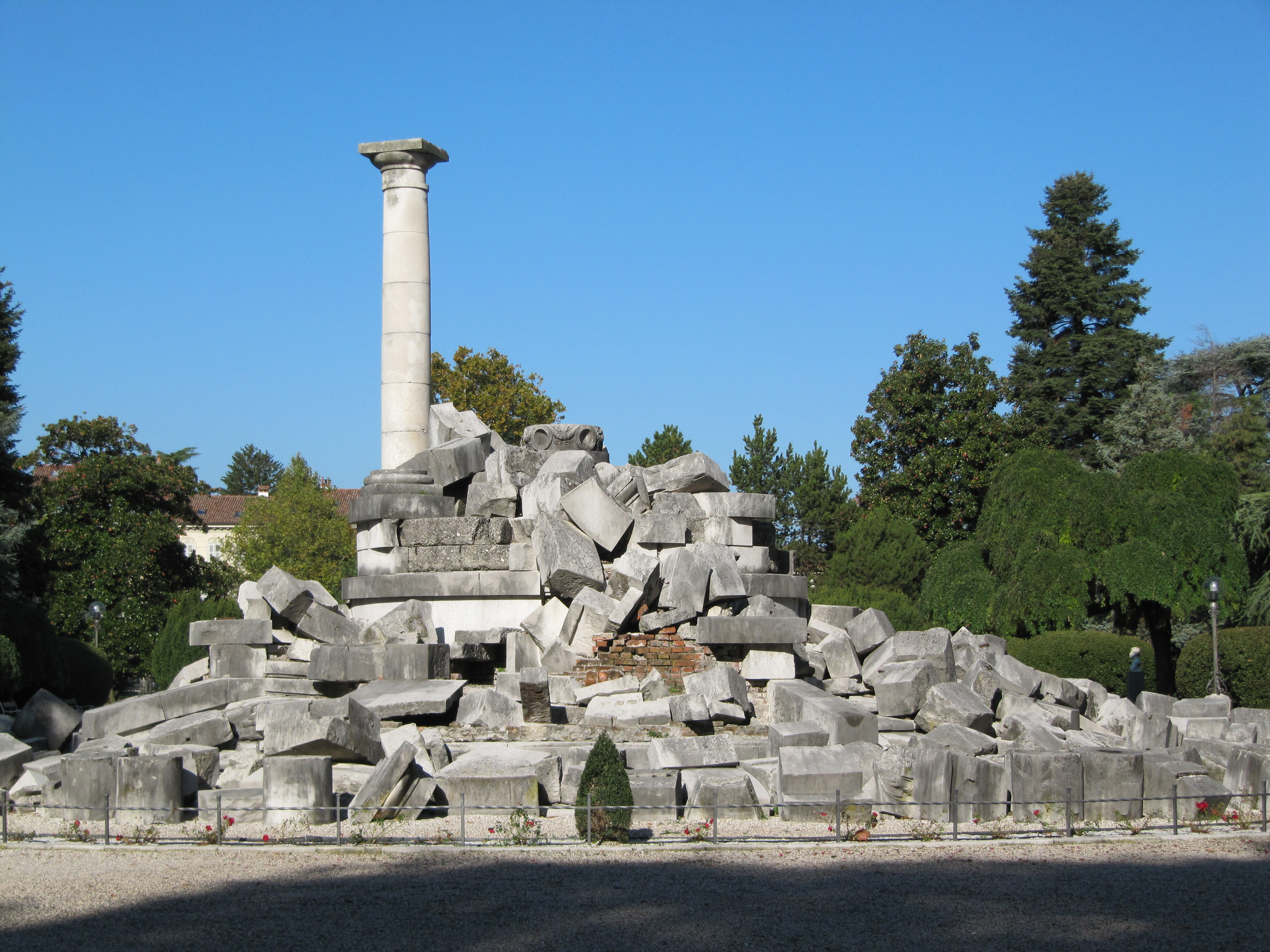
I resti del tempio circolare al centro del parco

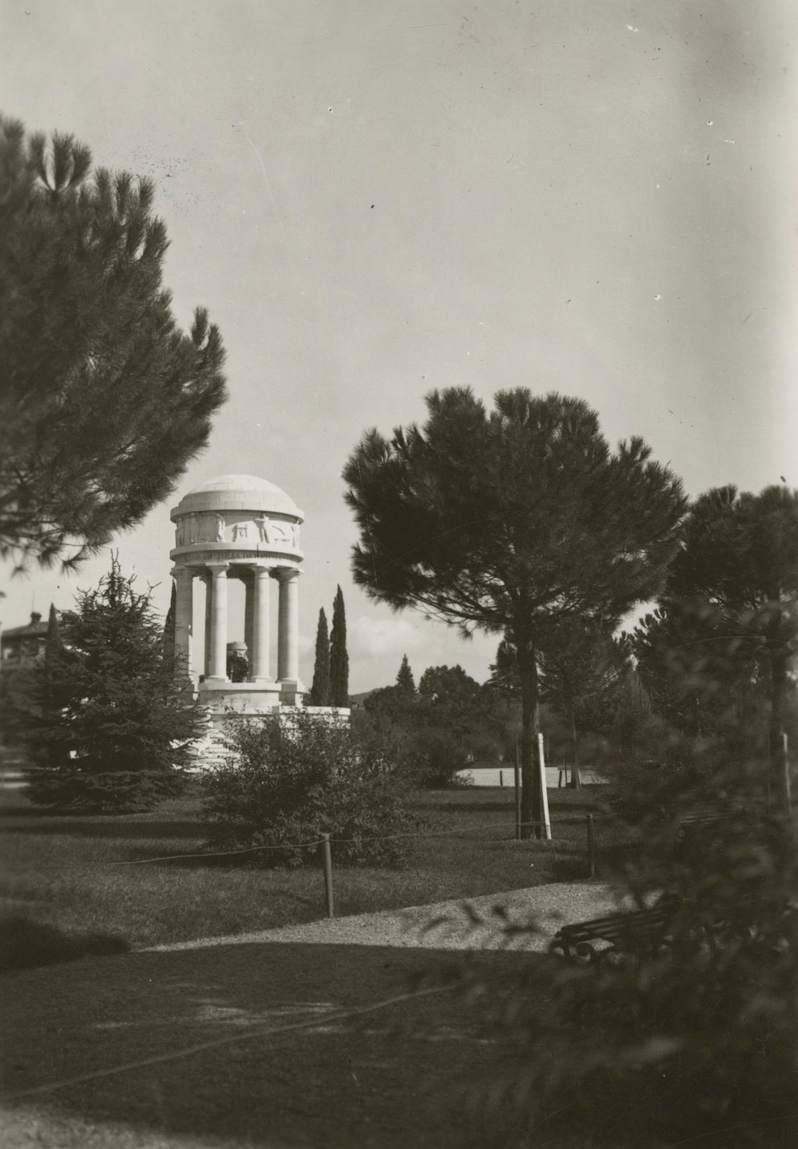
Il tempio circolare in una foto d'epoca

Il parco della Rimembranza è un parco pubblico di Gorizia posto a breve distanza dal centro cittadino. Il parco ha una estensione di circa 2,5 ettari, si presenta in pianta rettangolare con un aspetto ordinato e ampi spazi ariosi, fu realizzato nel 1923 in memoria dei volontari goriziani che sfidando l'Austria si arruolarono nell'esercito italiano e caddero nella prima guerra mondiale. Il parco è stato progettato da Enrico Del Debbio nell'area dove sorgeva il vecchio cimitero cittadino.

## Il monumento ai caduti
La prima pietra del monumento circolare al centro del parco, fu posata il 24 maggio 1925. L'architetto Enrico Del Debbio ne aveva studiato il progetto che si rifaceva alla tomba di Lisicrate, in Grecia. Il monumento era dedicato ai volontari goriziani caduti nella grande guerra e, con grandi difficoltà economiche, il 24 maggio 1929 si arrivò alla sua inaugurazione. Nove colonne doriche sorreggevano una cupola fregiata da sculture di Volterrano Volterrani, raffiguranti allegorie del ciclo della vita e della civiltà. L'interno era decorato con mosaici dell'artista goriziano Edoardo Del Neri, tutti ispirati alla storia della città.
La notte del 12 agosto 1944 il monumento fu scosso da un'esplosione. I giornali scrissero che i domobranci, nazionalisti sloveni, con il tacito consenso dei tedeschi che fornirono loro la dinamite, lo avevano fatto saltare. Rimase un cumulo di macerie, ricomposto in seguito così come lo vediamo oggi. La polizia tedesca proibì ogni tipo manifestazione di protesta, mentre la cittadinanza per giorni e giorni continuò a deporre fiori sulle macerie. In passato si decise di non ricostruirlo come ricordo e monito dell'atto terroristico e insegnamento per le generazioni future. In tempi moderni si è dibattuto sull'opportunità di ricostruirlo come gesto di riconciliazione politica.

## Specie vegetali presenti
Il lato nord del parco è composto da essenze sempreverdi quali i pini mughi i tassi le magnolie da fiore e dei nespoli. Nelle aiole poste lungo i lati più lunghi del parco trovano spazio due viali simmetrici di Pinus pinea.
Posto al centro del parco vi sono dei roseti vermigli e dei tigli americani, mentre lungo i sentieri interni e le aree a prato sono stati posti a dimora platani, lecci, ginkgo, querce rosse, ligustri, bossi e viburni.
Tra le specie pregiate troviamo un esemplare di Quercus robur, dei magnifici olmi ciliati  ed olmi montani, alcune Magnolia grandiflora, un cipresso di Lawson oltre ad un maestoso esemplare di bosso delle Baleari.

## Monumenti commemorativi
Collocati in vari settori del parco vi sono vari monumenti alla memoria:
- Monumento dedicato ai 665 cittadini italiani deportati e trucidati dagli Jugoslavi dopo la fine della seconda guerra mondiale.
- Alla brigata di fanteria "Lupi di Toscana" (monumento collocato in copia nel 1955 a ricordo dell'originale posto sul monte Sabotino nel 1934 e distrutto nel 1945).
- Alla Brigata alpina "Julia"
- All'eroe della Prima guerra mondiale Vittorio Locchi
- All'eroe della Prima guerra mondiale Giovanni Maniacco
- All'eroe della Prima guerra mondiale Emilio Cravos
- I resti del tempietto circolare con cupola innalzato su progetto di Enrico Del Debbio realizzato nel 1929 e fatto saltare in aria nella notte del 12 agosto 1944 da parte di slavi collaborazionisti con il consenso degli occupanti nazisti[1].

## Galleria d'immagini

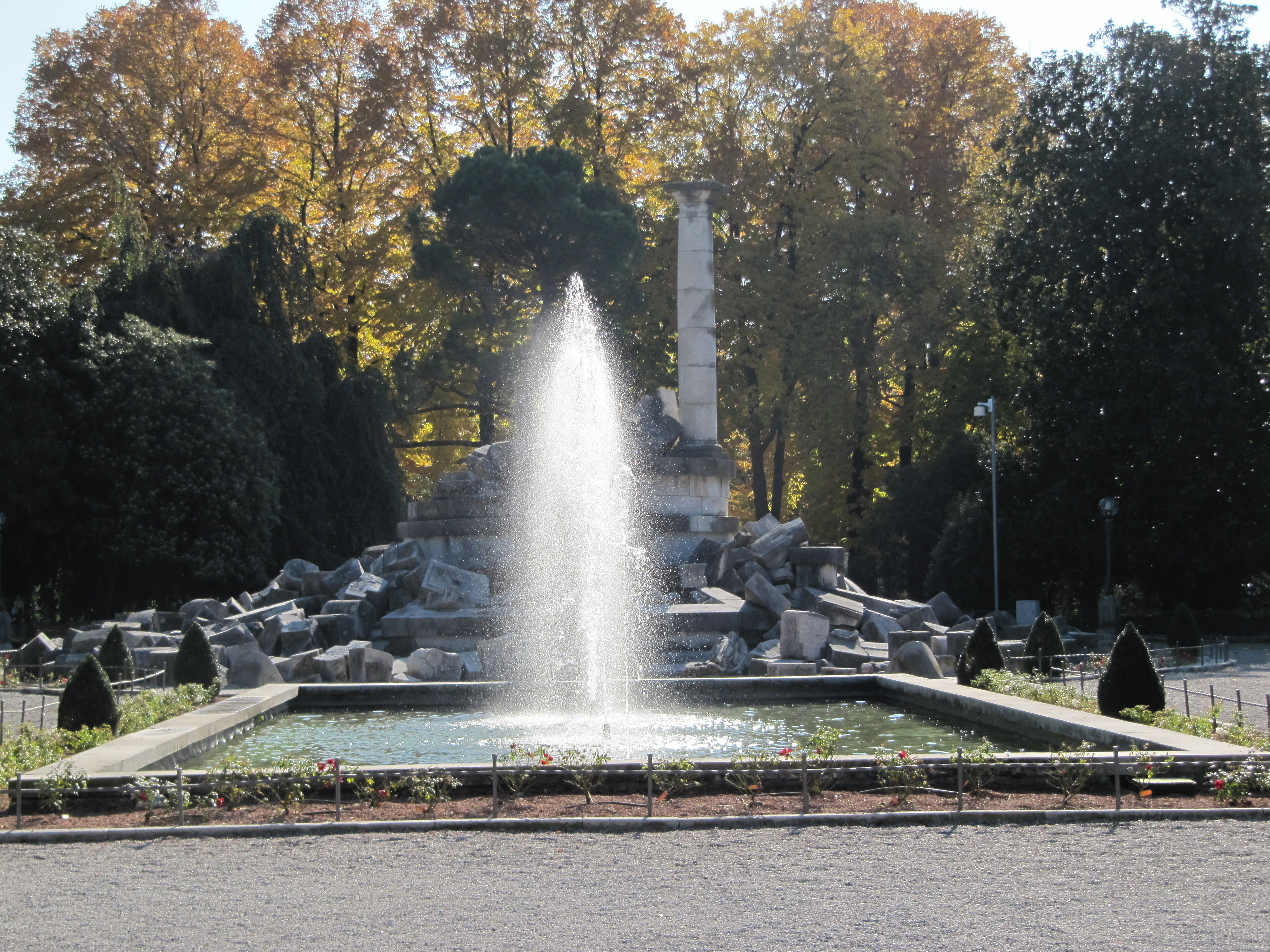
La fontana principale con retrostantemente i resti del tempietto
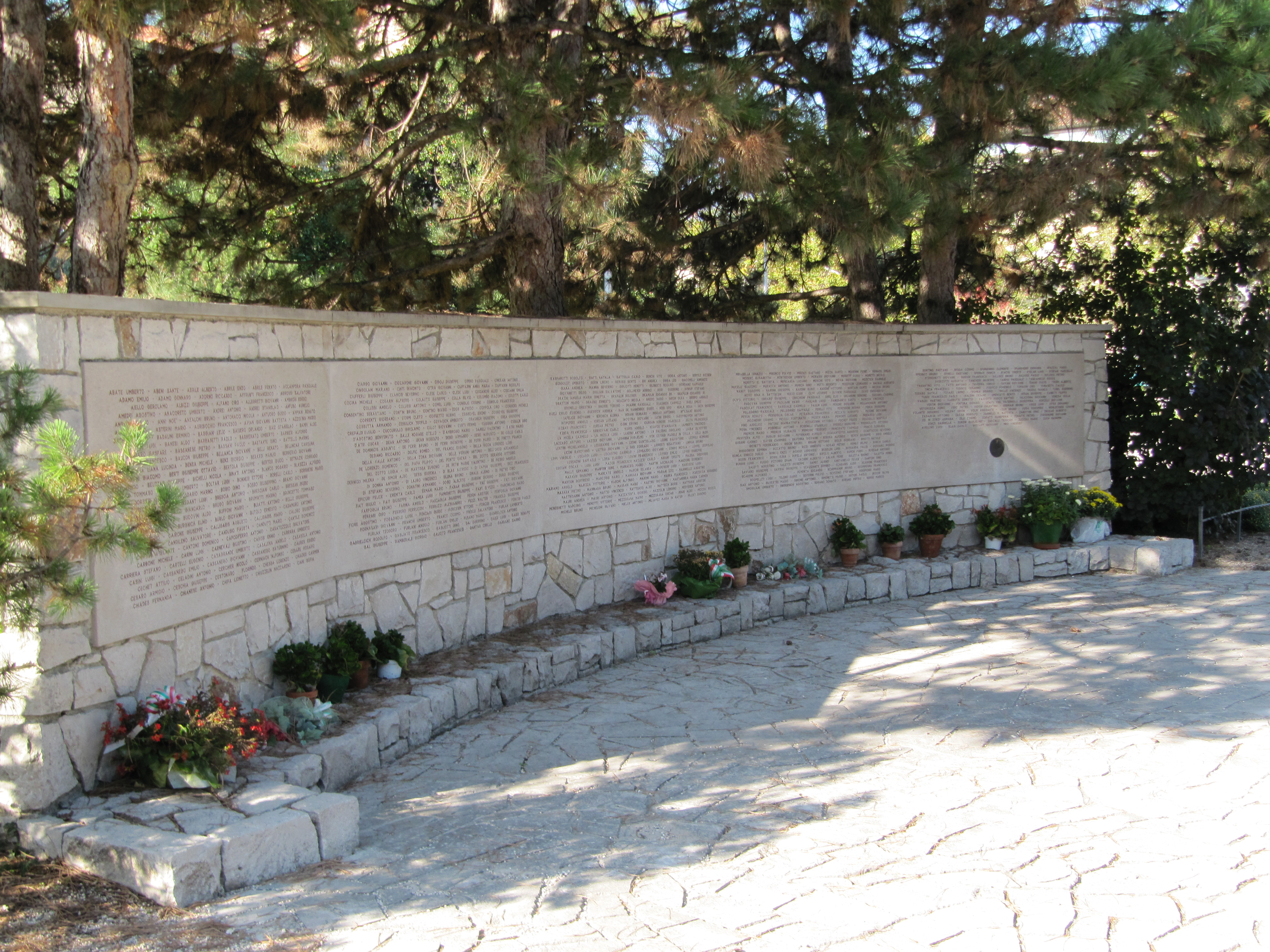
Il monumento ai deportati
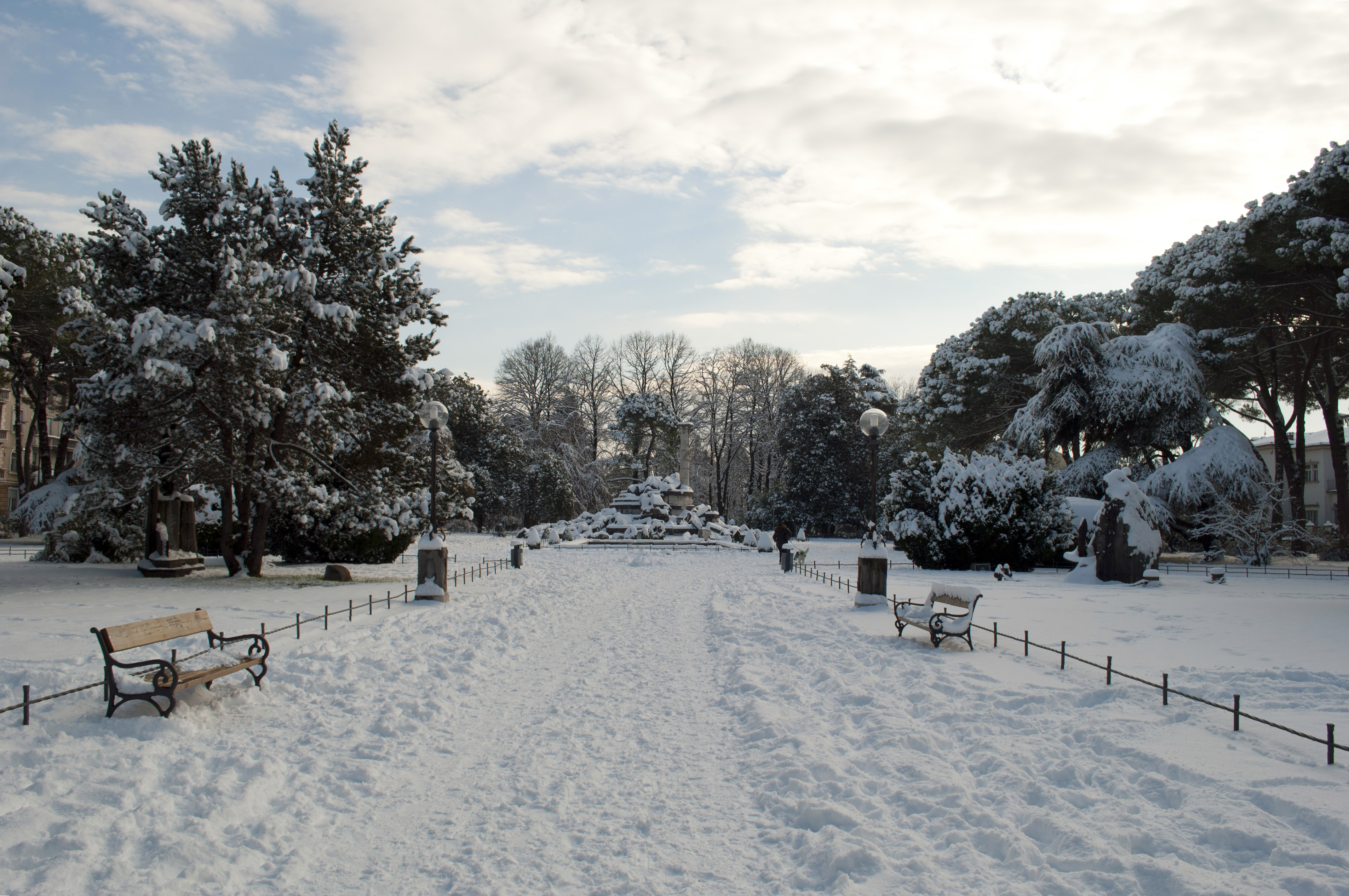
Una vista frontale del parco con la neve
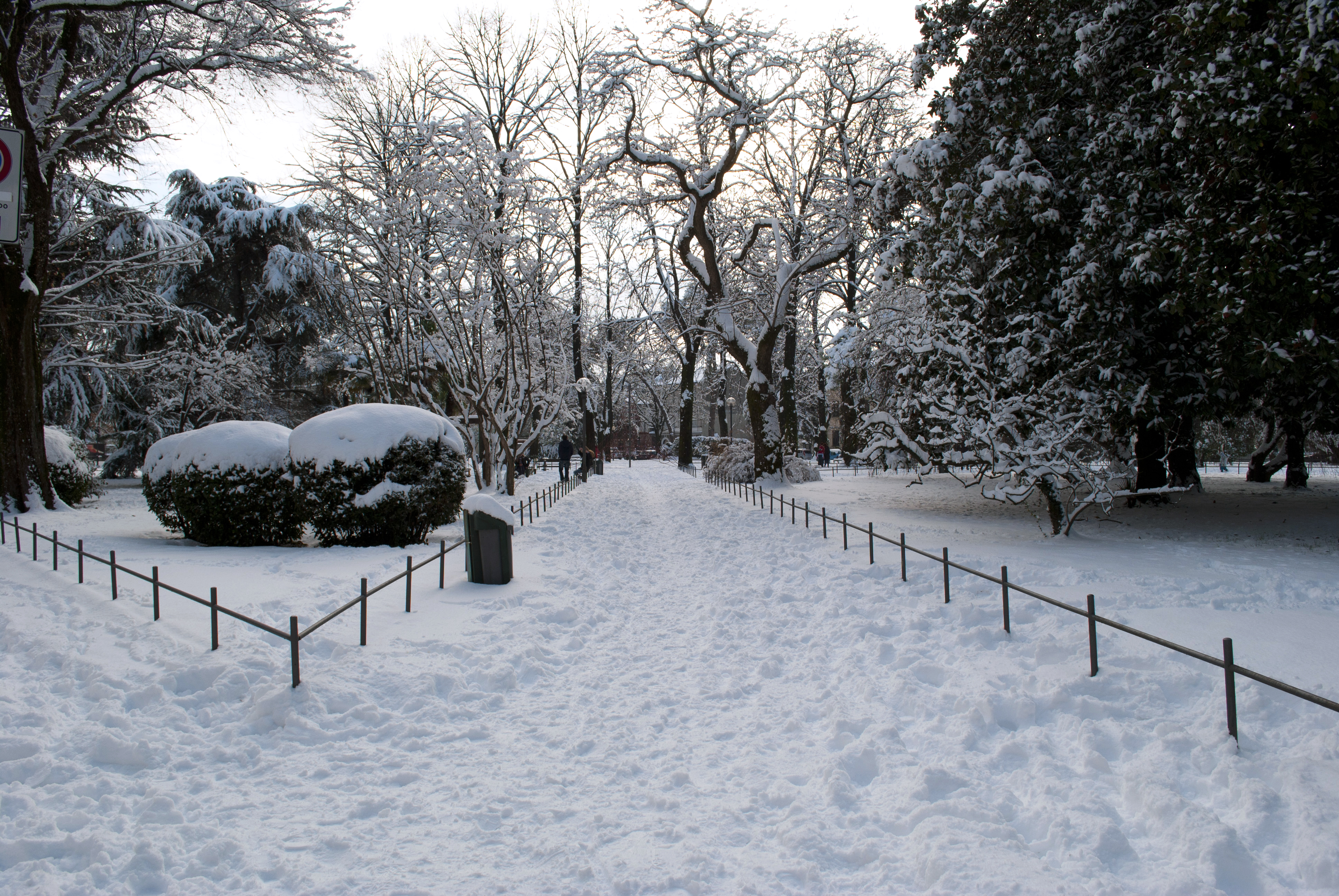
Una vista di un vialetto del parco con la neve